# Juan Demóstenes Arosemena
Juan Demóstenes Arosemena, né le 24 juin 1879 à Panama et mort le 16 décembre 1939 à Penonomé, est un homme politique panaméen. Il est président du Panama du 1er octobre 1936 à sa mort.